# Tour de France 1974
Le Tour de France 1974 est la 61e édition du Tour de France, course cycliste qui s'est déroulée du 27 juin au 21 juillet 1974. Il comprend 22 étapes pour une longueur totale de 4 098 km. C'est la cinquième victoire du Belge Eddy Merckx.

## Généralités
- Eddy Merckx remporte son 5e Tour de France en 5 participations.
- 13 formations de 10 coureurs prennent le départ de Brest et une seule arrive complète à Paris.
- C'est la dernière fois que le Tour arrive à La Cipale : à partir de 1975, le tour arrivera sur les Champs-Élysées.
- Pour la première fois, le Tour prend le bateau pour se rendre en Angleterre.
- Moyenne du vainqueur : 35,241 km/h.

## Équipes
| Équipes professionnelles (13)- Molteni - Bic - Peugeot-BP-Michelin - Kas-Kaskol - Sonolor-Gitane - MIC-Ludo-de Gribaldy - Gan-Mercier-Hutchinson - La Casera-Peña Bahamontes - Merlin Plage-Shimano-Flandria - Brooklyn - Jobo-Lejeune - Carpenter-Confortluxe-Flandria - Frisol-Flair Plastics |
| |

## Les forces en présence
Deux absences sont lourdes de conséquences pour l'intérêt du tour cette année-là. Luis Ocaña, net vainqueur l'année précédente en l'absence de Merckx, a été victime d'une chute au Tour de l'Aude. Joop Zoetemelk, vainqueur de Paris-Nice, est victime d'un accident et d'une fracture du crâne au Midi-Libre. Thévenet relève d'un zona contracté au tour d'Espagne. Merckx, après un début de saison calamiteux où il n'a pas remporté la moindre classique, a rassuré ses supporters lors du Tour d'Italie en maîtrisant le remuant José Manuel Fuente et en s'imposant finalement sans trop forcer son talent face à une opposition essentiellement italienne. Il est donc largement favori.

## Déroulement de la course
Merckx s'empare du maillot jaune dès le prologue à Brest. Parti pour contrôler une échappée, le lieutenant de Merckx, Joseph Bruyère, récupère le maillot jaune. Si Merckx semble manquer d'adversaires pour la victoire finale, les sprinters sont par contre très nombreux. À l'initiative de la compagnie maritime léonarde Brittany Ferries, le tour effectue son premier passage en Angleterre durant la deuxième étape, la course effectue une boucle autour de Plymouth. Le jeune Henk Poppe gagne cette étape anglaise devant Jacques Esclassan, Gerben Karstens, Patrick Sercu. Ce dernier se rattrape en remportant la troisième et la quatrième étape puis est second derrière De Witte. Jean-Luc Molinéris est le premier Français à gagner une étape. Par le jeu des bonifications, c'est la valse des maillots jaunes : Merckx, puis Karstens, puis Sercu, encore Karstens... À Châlons-sur-Marne, Merckx s'échappe et reprend le maillot jaune. Il le conservera jusqu'au bout.
Cyrille Guimard gagne une étape. Le lendemain, Sercu remporte sa troisième étape.
Les premières étapes de montagne sont sans surprise. Par deux fois, Merckx fait donner le tempo par ses troupes, mène ensuite le train en effeuillant le peloton, et pour finir, remporte l'étape au sprint. Parmi ceux qui parviennent à suivre, on trouve l'Espagnol Aja, révélation de 28 ans tout de même, le Portugais Agostinho, l'Italien Panizza et Raymond Poulidor (38 ans). La grosse déception vient de Thévenet, distancé dès le premier jour de 9 minutes par Merckx sur son propre terrain. La France s'enthousiasme pour "Poupou".
Le lendemain, le quasi inconnu Aja attaque. Poulidor lâche Merckx dans le Mont du Chat, mais dans la descente, Merckx reprend tout le monde et s'impose derechef à Aix-les-Bains, devant Mariano Martinez. La onzième étape voit triompher le grimpeur espagnol Vicente Lopez Carril, mais Merckx, Aja et Galdos ne sont qu'à une minute. Le fait notable est l'abandon de Bernard Thévenet, qui n'est décidément au point qu'une année sur deux.
À Orange, malgré l'ascension du Galibier et du Ventoux, le peloton lézarde, une échappée se forme et c'est Spruyt (encore un Belge, et un équipier de Merckx) qui s'impose. À Montpellier, Barry Hoban règle le peloton groupé.
À Saint-Lary Soulan, Poulidor attaque et fait le spectacle. Il lâche Merckx à qui il reprend près de deux minutes. Merckx garde toutefois 6 minutes d'avance sur Poulidor et a repris deux minutes à son suivant immédiat, Aja.
Jean-Pierre Danguillaume prend le relais de Poulidor et s'impose coup sur coup à la Mongie et à Pau.
Les dernières étapes tournent à la démonstration pour Merckx qui s'impose contre-la-montre à Bordeaux puis en ligne à Orléans. Cet effort lui coûte peut-être la victoire dans le dernier contre-la-montre qu'il termine à la deuxième place derrière Pollentier le jour même et au même endroit. Le lendemain, le cannibale ne se gêna pas pour faire le sprint final à la Cipale mais il fut nettement dominé par son ami Patrick Sercu.
Mais les commissaires de course déclassent le sprinter belge pour avoir gêné Gustaaf Van Roosbroeck arrivé troisième : dès lors, Merckx hérite sur tapis vert d'une huitième victoire d'étape. Il s'en est fallu de dix points que Merckx ne raflât du même coup le maillot vert. Merckx est également second du classement de la Montagne, remporté par l'Espagnol Perurena.

## Étapes
| Étape,        | Date        | Villes étapes                                          |                              | Distance (km)         | Vainqueur d’étape        | Leader du classement général |
| ------------- | ----------- | ------------------------------------------------------ | ---------------------------- | --------------------- | ------------------------ | ---------------------------- |
| Prologue      | 27 juin     | Brest – Brest                                          | Contre-la-montre individuel  | 7,1                   | Eddy Merckx              | Eddy Merckx                  |
| 1re étape     | 28 juin     | Brest – Saint-Pol-de-Léon - Roscoff                    | Étape de plaine              | 144                   | Ercole Gualazzini        | Joseph Bruyère               |
| 2e étape      | 29 juin     | Plymouth (GBR) – Plymouth (GBR)                        | Étape de plaine              | 163,7                 | Henk Poppe               | Joseph Bruyère               |
| 3e étape      | 30 juin     | Morlaix – Saint-Malo                                   | Étape de plaine              | 190                   | Patrick Sercu            | Joseph Bruyère               |
| 4e étape      | 1er juillet | Saint-Malo – Caen                                      | Étape de plaine              | 184,5                 | Patrick Sercu            | Eddy Merckx                  |
| 5e étape      | 2 juillet   | Caen – Dieppe                                          | Étape de plaine              | 165                   | Ronald De Witte          | Gerben Karstens              |
| 6e étape (a)  | 3 juillet   | Dieppe – Harelbeke (BEL)                               | Étape de plaine              | 239                   | Jean-Luc Molinéris       | Patrick Sercu                |
| 6e étape (b)  | 3 juillet   | Harelbeke (BEL) – Harelbeke (BEL)                      | Contre-la-montre par équipes | 9                     | Molteni                  | Gerben Karstens              |
| 7e étape      | 4 juillet   | Mons (BEL) – Châlons-sur-Marne                         | Étape de plaine              | 221,5                 | Eddy Merckx              | Eddy Merckx                  |
| 8e étape (a)  | 5 juillet   | Châlons-sur-Marne – Chaumont                           | Étape de plaine              | 136                   | Cyrille Guimard          | Eddy Merckx                  |
| 8e étape (b)  | 5 juillet   | Chaumont – Besançon                                    | Étape de plaine              | 152                   | Patrick Sercu            | Eddy Merckx                  |
| 9e étape      | 6 juillet   | Besançon – Aspro - Gaillard                            | Étape de montagne            | 241                   | Eddy Merckx              | Eddy Merckx                  |
| 10e étape     | 7 juillet   | Gaillard – Aix-les-Bains                               | Étape de montagne            | 131,5                 | Eddy Merckx              | Eddy Merckx                  |
|               | 8 juillet   | Aix-les-Bains                                          | Jour de repos                | Journée de repos no 1 | Journée de repos no 1    | Journée de repos no 1        |
| 11e étape     | 9 juillet   | Aix-les-Bains – Serre Chevalier                        | Étape de montagne            | 199                   | Vicente López Carril     | Eddy Merckx                  |
| 12e étape     | 10 juillet  | Savines-le-Lac – Orange                                | Étape de montagne            | 231                   | Joseph Spruyt            | Eddy Merckx                  |
| 13e étape     | 11 juillet  | Avignon – Montpellier                                  | Étape de plaine              | 126                   | Barry Hoban              | Eddy Merckx                  |
| 14e étape     | 12 juillet  | Lodève – Colomiers                                     | Étape de plaine              | 248,5                 | Jean-Pierre Genet        | Eddy Merckx                  |
|               | 13 juillet  | Colomiers                                              | Jour de repos                | Journée de repos no 2 | Journée de repos no 2    | Journée de repos no 2        |
| 15e étape     | 14 juillet  | Colomiers – La Seu d'Urgell (ESP)                      | Étape de montagne            | 225                   | Eddy Merckx              | Eddy Merckx                  |
| 16e étape     | 15 juillet  | La Seu d'Urgell (ESP) – Saint-Lary-Soulan - Pla d'Adet | Étape de montagne            | 209                   | Raymond Poulidor         | Eddy Merckx                  |
| 17e étape     | 16 juillet  | Saint-Lary-Soulan – Col du Tourmalet - La Mongie       | Étape de montagne            | 119                   | Jean-Pierre Danguillaume | Eddy Merckx                  |
| 18e étape     | 17 juillet  | Bagnères-de-Bigorre – Pau                              | Étape de montagne            | 141,5                 | Jean-Pierre Danguillaume | Eddy Merckx                  |
| 19e étape (a) | 18 juillet  | Pau – Bordeaux                                         | Étape de plaine              | 195,5                 | Francis Campaner         | Eddy Merckx                  |
| 19e étape (b) | 18 juillet  | Circuit de Bordeaux Lac                                | Contre-la-montre individuel  | 12,4                  | Eddy Merckx              | Eddy Merckx                  |
| 20e étape     | 19 juillet  | Saint-Gilles-Croix-de-Vie – Nantes                     | Étape de plaine              | 117                   | Gerard Vianen            | Eddy Merckx                  |
| 21e étape (a) | 20 juillet  | Chambray-lès-Tours - Vouvray – Orléans                 | Étape de plaine              | 112,5                 | Eddy Merckx              | Eddy Merckx                  |
| 21e étape (b) | 20 juillet  | Orléans – Orléans                                      | Contre-la-montre individuel  | 37,5                  | Michel Pollentier        | Eddy Merckx                  |
| 22e étape     | 21 juillet  | Orléans – Paris - Vélodrome de la Cipale               | Étape de plaine              | 146                   | Eddy Merckx              | Eddy Merckx                  |

## Classements

### Classement général final
| Classement général | Classement général       | Classement général | Classement général             | Classement général   |
|                    | Coureur                  | Pays               | Équipe                         | Temps                |
| ------------------ | ------------------------ | ------------------ | ------------------------------ | -------------------- |
| 1er                | Eddy Merckx              | Belgique           | Molteni                        | en 116 h 16 min 58 s |
| 2e                 | Raymond Poulidor         | France             | Gan-Mercier-Hutchinson         | + 8 min 4 s          |
| 3e                 | Vicente López Carril     | Espagne            | Kas-Kaskol                     | + 8 min 9 s          |
| 4e                 | Wladimiro Panizza        | Italie             | Brooklyn                       | + 10 min 59 s        |
| 5e                 | Gonzalo Aja              | Espagne            | Kas-Kaskol                     | + 11 min 24 s        |
| 6e                 | Joaquim Agostinho        | Portugal           | Bic                            | + 14 min 24 s        |
| 7e                 | Michel Pollentier        | Belgique           | Merlin Plage-Shimano-Flandria  | + 16 min 34 s        |
| 8e                 | Mariano Martinez         | France             | Sonolor-Gitane                 | + 18 min 33 s        |
| 9e                 | Alain Santy              | France             | Gan-Mercier-Hutchinson         | + 19 min 55 s        |
| 10e                | Herman Van Springel      | Belgique           | MIC-Ludo-De Gribaldy           | + 24 min 11 s        |
| 11e                | Roger Pingeon            | France             | Jobo-Lejeune                   | + 26 min 50 s        |
| 12e                | Raymond Delisle          | France             | Peugeot-BP-Michelin            | + 28 min 59 s        |
| 13e                | Jean-Pierre Danguillaume | France             | Peugeot-BP-Michelin            | + 29 min 43 s        |
| 14e                | Juan Zurano              | Espagne            | La Casera-Peña Bahamontes      | + 30 min 20 s        |
| 15e                | André Romero             | France             | Jobo-Lejeune                   | + 31 min 35 s        |
| 16e                | Michel Périn             | France             | Gan-Mercier-Hutchinson         | + 31 min 57 s        |
| 17e                | Miguel Maria Lasa        | Espagne            | Kas-Kaskol                     | + 32 min 55 s        |
| 18e                | Lucien Van Impe          | Belgique           | Sonolor-Gitane                 | + 37 min 35 s        |
| 19e                | Andrés Oliva             | Espagne            | La Casera-Peña Bahamontes      | + 37 min 48 s        |
| 20e                | Bernard Labourdette      | France             | Bic                            | + 38 min 2 s         |
| 21e                | Joseph Bruyère           | Belgique           | Molteni                        | + 41 min 31 s        |
| 22e                | Edward Janssens          | Belgique           | Molteni                        | + 44 min 30 s        |
| 23e                | Fausto Bertoglio         | Italie             | Brooklyn                       | + 45 min 43 s        |
| 24e                | Willy Van Neste          | Belgique           | Sonolor-Gitane                 | + 46 min 50 s        |
| 25e                | Ronald De Witte          | Belgique           | Carpenter-Confortluxe-Flandria | + 47 min 10 s        |
| modifier           |                          |                    |                                |                      |

### Classements annexes finals
| Classement par points | Classement par points | Classement par points | Classement par points          | Classement par points |
| --------------------- | --------------------- | --------------------- | ------------------------------ | --------------------- |
|                       | Coureur               | Pays                  | Équipe                         | Point(s)              |
| 1er                   | Patrick Sercu         | Belgique              | Brooklyn                       | 283 points            |
| 2e                    | Eddy Merckx           | Belgique              | Molteni                        | 270 pts               |
| 3e                    | Barry Hoban           | Royaume-Uni           | Gan-Mercier-Hutchinson         | 170 pts               |
| 4e                    | Gerben Karstens       | Pays-Bas              | Bic                            | 149 pts               |
| 5e                    | Jacques Esclassan     | France                | Peugeot-BP-Michelin            | 143 pts               |
| 6e                    | Herman Van Springel   | Belgique              | MIC-Ludo-De Gribaldy           | 113 pts               |
| 7e                    | Michel Pollentier     | Belgique              | Carpenter-Confortluxe-Flandria | 107 pts               |
| 8e                    | Piet van Katwijk      | Pays-Bas              | Frisol-Flair Plastics          | 97 pts                |
| 9e                    | Gerard Vianen         | Pays-Bas              | Gan-Mercier-Hutchinson         | 94 pts                |
| 10e                   | Raymond Poulidor      | France                | Gan-Mercier-Hutchinson         | 94 pts                |
| modifier              |                       |                       |                                |                       |

| Classement du Prix du meilleur grimpeur | Classement du Prix du meilleur grimpeur | Classement du Prix du meilleur grimpeur | Classement du Prix du meilleur grimpeur | Classement du Prix du meilleur grimpeur |
| --------------------------------------- | --------------------------------------- | --------------------------------------- | --------------------------------------- | --------------------------------------- |
|                                         | Coureur                                 | Pays                                    | Équipe                                  | Point(s)                                |
| 1er                                     | Domingo Perurena                        | Espagne                                 | Kas-Kaskol                              | 171 points                              |
| 2e                                      | Eddy Merckx                             | Belgique                                | Molteni                                 | 133 pts                                 |
| 3e                                      | José Luis Abilleira                     | Espagne                                 | La Casera-Peña Bahamontes               | 108 pts                                 |
| 4e                                      | Gonzalo Aja                             | Espagne                                 | Kas-Kaskol                              | 104 pts                                 |
| 5e                                      | Raymond Poulidor                        | France                                  | Gan-Mercier-Hutchinson                  | 93 pts                                  |
| 6e                                      | Vicente López Carril                    | Espagne                                 | Kas-Kaskol                              | 84 pts                                  |
| 7e                                      | Andrés Oliva                            | Espagne                                 | La Casera-Peña Bahamontes               | 80 pts                                  |
| 8e                                      | Wladimiro Panizza                       | Italie                                  | Brooklyn                                | 55 pts                                  |
| 9e                                      | Juan Santiago Zurano                    | Espagne                                 | La Casera-Peña Bahamontes               | 44 pts                                  |
| 10e                                     | Jean-Pierre Danguillaume                | France                                  | Peugeot-BP-Michelin                     | 44 pts                                  |
| modifier                                |                                         |                                         |                                         |                                         |

| Classement combiné | Classement combiné       | Classement combiné | Classement combiné             | Classement combiné |
| ------------------ | ------------------------ | ------------------ | ------------------------------ | ------------------ |
|                    | Coureur                  | Pays               | Équipe                         | Point(s)           |
| 1er                | Eddy Merckx              | Belgique           | Molteni                        | 8 points           |
| 2e                 | Michel Pollentier        | Belgique           | Carpenter-Confortluxe-Flandria | 31 pts             |
| 3e                 | Raymond Poulidor         | France             | Gan-Mercier-Hutchinson         | 36 pts             |
| 4e                 | Herman Van Springel      | Belgique           | MIC-Ludo-De Gribaldy           | 37 pts             |
| 5e                 | Jean-Pierre Danguillaume | France             | Flandria-Carpenter-Shimano     | 50 pts             |
| modifier           |                          |                    |                                |                    |

| Classement des sprints intermédiaires | Classement des sprints intermédiaires | Classement des sprints intermédiaires | Classement des sprints intermédiaires | Classement des sprints intermédiaires |
| ------------------------------------- | ------------------------------------- | ------------------------------------- | ------------------------------------- | ------------------------------------- |
|                                       | Coureur                               | Pays                                  | Équipe                                | Point(s)                              |
| 1er                                   | Barry Hoban                           | Royaume-Uni                           | Gan-Mercier-Hutchinson                | 132 points                            |
| 2e                                    | Gerben Karstens                       | Pays-Bas                              | Bic                                   | 110 pts                               |
| 3e                                    | Eddy Merckx                           | Belgique                              | Molteni                               | 92 pts                                |
| 4e                                    | Michel Coroller                       | France                                | Merlin Plage-Shimano-Flandria         | 39 pts                                |
| 5e                                    | Herman Van Springel                   | Belgique                              | MIC-Ludo-De Gribaldy                  | 26 pts                                |
| 6e                                    | Michel Pollentier                     | Belgique                              | Carpenter-Confortluxe-Flandria        | 22 pts                                |
| 7e                                    | Patrick Sercu                         | Belgique                              | Brooklyn                              | 20 pts                                |
| 8e                                    | Jean-Pierre Danguillaume              | France                                | Peugeot-BP-Michelin                   | 18 pts                                |
| 9e                                    | Jacky Mourioux                        | France                                | Gan-Mercier-Hutchinson                | 18 pts                                |
| 10e                                   | Dirk Baert                            | Belgique                              | MIC-Ludo-De Gribaldy                  | 17 pts                                |
| modifier                              |                                       |                                       |                                       |                                       |

| Classement par équipes | Classement par équipes    | Classement par équipes | Classement par équipes |
|                        | Équipe                    | Pays                   | Temps                  |
| ---------------------- | ------------------------- | ---------------------- | ---------------------- |
| 1re                    | Kas-Kaskol                | Espagne                | en 350 h 24 min 27 s   |
| 2e                     | Gan-Mercier-Hutchinson    | France                 | + 15 min 26 s          |
| 3e                     | Molteni                   | Belgique               | + 31 min 23 s          |
| 4e                     | Sonolor-Gitane            | France                 | + 49 min 2 s           |
| 5e                     | Bic                       | France                 | + 49 min 50 s          |
| 6e                     | Brooklyn                  | Italie                 | + 53 min 4 s           |
| 7e                     | Jobo-Lejeune              | France                 | + 1 h 1 min 9 s        |
| 8e                     | Peugeot-BP-Michelin       | France                 | + 1 h 15 min 24 s      |
| 9e                     | La Casera-Peña Bahamontes | Espagne                | + 1 h 34 min 47 s      |
| 10e                    | MIC-Ludo-De Gribaldy      | Belgique               | + 1 h 36 min 35 s      |
| modifier               |                           |                        |                        |

| Classement par équipes par points | Classement par équipes par points | Classement par équipes par points | Classement par équipes par points | Classement par équipes par points |
|                                   | Équipes                           | Pays                              |                                   | Point(s)                          |
| --------------------------------- | --------------------------------- | --------------------------------- | --------------------------------- | --------------------------------- |
| 1re                               | Gan-Mercier-Hutchinson            | France                            |                                   | 1 100                             |
| 2e                                | Peugeot-BP-Michelin               | France                            |                                   | 1 464                             |
| 3e                                | Brooklyn                          | Italie                            |                                   | 1 532                             |
| 4e                                | MIC-Ludo-De Gribaldy              | Belgique                          |                                   | 1 630                             |
| 5e                                | Molteni                           | Belgique                          |                                   | 1 677                             |
| 6e                                | Sonolor-Gitane                    | France                            |                                   | 1 741                             |
| 7e                                | Kas-Kaskol                        | Espagne                           |                                   | 1 931                             |
| 8e                                | Bic                               | France                            |                                   | 2 018                             |
| 9e                                | Carpenter-Confortluxe-Flandria    | Belgique                          |                                   | 2 392                             |
| 10e                               | Merlin Plage-Shimano-Flandria     | France                            |                                   | 2 516                             |
| modifier                          |                                   |                                   |                                   |                                   |

### Évolution des classements
| Étape              | Vainqueur                | Classement général | Classement par points | Classement de la montagne | Classement du combiné | Classement des sprints intermédiaires | Classement par équipes | Classement par équipes | Classement de la combativité |
| Étape              | Vainqueur                | Classement général | Classement par points | Classement de la montagne | Classement du combiné | Classement des sprints intermédiaires | au temps               | aux points             | Classement de la combativité |
| ------------------ | ------------------------ | ------------------ | --------------------- | ------------------------- | --------------------- | ------------------------------------- | ---------------------- | ---------------------- | ---------------------------- |
| P                  | Eddy Merckx              | Eddy Merckx        | Eddy Merckx           | Non décerné               | Eddy Merckx           | Non décerné                           | Molteni                | MIC-Ludo-De Gribaldy   | Non décerné                  |
| 1                  | Ercole Gualazzini        | Joseph Bruyère     | Joseph Bruyère        | Lucien Van Impe           | Eddy Merckx           | Eddy Merckx                           | Molteni                | MIC-Ludo-De Gribaldy   | Herman Van Springel          |
| 2                  | Henk Poppe               | Joseph Bruyère     | Gerben Karstens       | Lucien Van Impe           | Eddy Merckx           | Eddy Merckx                           | Molteni                | MIC-Ludo-De Gribaldy   | Non décerné                  |
| 3                  | Patrick Sercu            | Joseph Bruyère     | Patrick Sercu         | Willy Teirlinck           | Eddy Merckx           | Eddy Merckx                           | Molteni                | Molteni                | Jean-Luc Molineris           |
| 4                  | Patrick Sercu            | Eddy Merckx        | Patrick Sercu         | Domingo Perurena          | Eddy Merckx           | Eddy Merckx                           | Frisol-Flair Plastics  | Brooklyn               | Gerrie Knetemann             |
| 5                  | Ronald De Witte          | Gerben Karstens    | Patrick Sercu         | Domingo Perurena          | Eddy Merckx           | Eddy Merckx                           | Frisol-Flair Plastics  | Brooklyn               | Roger Pingeon                |
| 6a                 | Jean-Luc Molineris       | Patrick Sercu      | Patrick Sercu         | Domingo Perurena          | Eddy Merckx           | Eddy Merckx                           | Frisol-Flair Plastics  | Brooklyn               |                              |
| 6b                 | Molteni                  | Gerben Karstens    | Patrick Sercu         | Domingo Perurena          | Eddy Merckx           | Eddy Merckx                           | Molteni                | Brooklyn               |                              |
| 7                  | Eddy Merckx              | Eddy Merckx        | Patrick Sercu         | Domingo Perurena          | Eddy Merckx           | Barry Hoban                           | Molteni                | Brooklyn               | Herman Van Springel          |
| 8a                 | Cyrille Guimard          | Eddy Merckx        | Patrick Sercu         | Domingo Perurena          | Eddy Merckx           | Barry Hoban                           | Molteni                | Gan-Mercier-Hutchinson | Jean-Pierre Danguillaume     |
| 8b                 | Patrick Sercu            | Eddy Merckx        | Patrick Sercu         | Domingo Perurena          | Eddy Merckx           | Barry Hoban                           | Molteni                | Gan-Mercier-Hutchinson | Jean-Pierre Danguillaume     |
| 9                  | Eddy Merckx              | Eddy Merckx        | Patrick Sercu         | Domingo Perurena          | Eddy Merckx           | Barry Hoban                           | Kas-Kaskol             | Gan-Mercier-Hutchinson | Vicente López Carril         |
| 10                 | Eddy Merckx              | Eddy Merckx        | Patrick Sercu         | Domingo Perurena          | Eddy Merckx           | Barry Hoban                           | Kas-Kaskol             | Gan-Mercier-Hutchinson | Raymond Poulidor             |
| 11                 | Vicente López Carril     | Eddy Merckx        | Patrick Sercu         | Domingo Perurena          | Eddy Merckx           | Barry Hoban                           | Kas-Kaskol             | Gan-Mercier-Hutchinson | Vicente López Carril         |
| 12                 | Jos Spruyt               | Eddy Merckx        | Patrick Sercu         | Domingo Perurena          | Eddy Merckx           | Barry Hoban                           | Kas-Kaskol             | Gan-Mercier-Hutchinson | Fedor den Hertog             |
| 13                 | Barry Hoban              | Eddy Merckx        | Patrick Sercu         | Domingo Perurena          | Eddy Merckx           | Barry Hoban                           | Kas-Kaskol             | Gan-Mercier-Hutchinson | Michel Coroller              |
| 14                 | Jean-Pierre Genet        | Eddy Merckx        | Patrick Sercu         | Domingo Perurena          | Eddy Merckx           | Barry Hoban                           | Kas-Kaskol             | Gan-Mercier-Hutchinson | Jean-Pierre Genet            |
| 15                 | Eddy Merckx              | Eddy Merckx        | Patrick Sercu         | Domingo Perurena          | Eddy Merckx           | Barry Hoban                           | Kas-Kaskol             | Gan-Mercier-Hutchinson | Raymond Delisle              |
| 16                 | Raymond Poulidor         | Eddy Merckx        | Patrick Sercu         | Domingo Perurena          | Eddy Merckx           | Barry Hoban                           | Kas-Kaskol             | Gan-Mercier-Hutchinson | Raymond Poulidor             |
| 17                 | Jean-Pierre Danguillaume | Eddy Merckx        | Patrick Sercu         | Domingo Perurena          | Eddy Merckx           | Barry Hoban                           | Kas-Kaskol             | Gan-Mercier-Hutchinson | Raymond Poulidor             |
| 18                 | Jean-Pierre Danguillaume | Eddy Merckx        | Patrick Sercu         | Domingo Perurena          | Eddy Merckx           | Barry Hoban                           | Kas-Kaskol             | Gan-Mercier-Hutchinson | Jean-Pierre Danguillaume     |
| 19a                | Francis Campaner         | Eddy Merckx        | Patrick Sercu         | Domingo Perurena          | Eddy Merckx           | Barry Hoban                           | Kas-Kaskol             | Gan-Mercier-Hutchinson | Francis Campaner             |
| 19b                | Eddy Merckx              | Eddy Merckx        | Patrick Sercu         | Domingo Perurena          | Eddy Merckx           | Barry Hoban                           | Kas-Kaskol             | Gan-Mercier-Hutchinson | Francis Campaner             |
| 20                 | Gerard Vianen            | Eddy Merckx        | Patrick Sercu         | Domingo Perurena          | Eddy Merckx           | Barry Hoban                           | Kas-Kaskol             | Gan-Mercier-Hutchinson | Gerard Vianen                |
| 21a                | Eddy Merckx              | Eddy Merckx        | Patrick Sercu         | Domingo Perurena          | Eddy Merckx           | Barry Hoban                           | Kas-Kaskol             | Gan-Mercier-Hutchinson | Eddy Merckx                  |
| 21b                | Michel Pollentier        | Eddy Merckx        | Patrick Sercu         | Domingo Perurena          | Eddy Merckx           | Barry Hoban                           | Kas-Kaskol             | Gan-Mercier-Hutchinson | Eddy Merckx                  |
| 22                 | Eddy Merckx              | Eddy Merckx        | Patrick Sercu         | Domingo Perurena          | Eddy Merckx           | Barry Hoban                           | Kas-Kaskol             | Gan-Mercier-Hutchinson |                              |
| Classements finals | Classements finals       | Eddy Merckx        | Patrick Sercu         | Domingo Perurena          | Eddy Merckx           | Barry Hoban                           | Kas-Kaskol             | Gan-Mercier-Hutchinson | Eddy Merckx                  |

## Liste des coureurs
La liste ci-dessous présente les coureurs inscrits par numéro de dossard.
| Légende | Légende                                                                    | Légende | Légende                                                    |
| ------- | -------------------------------------------------------------------------- | ------- | ---------------------------------------------------------- |
| Num     | Dossard de départ porté par le coureur sur ce Tour                         | Pos     | Position à l'arrivée de la course                          |
|         | Indique un maillot de champion national ou mondial, suivi de sa spécialité | NP      | Indique un coureur qui n'a pas pris le départ de la course |
| AB      | Indique un coureur qui n'a pas terminé la course                           | HD      | Indique un coureur qui a terminé la course hors des délais |

| Molteni                                                 | Molteni                   | Molteni |
| ------------------------------------------------------- | ------------------------- | ------- |
| Num                                                     | Coureur                   | Pos     |
| 1                                                       | Eddy Merckx (BEL)         | 1er     |
| 2                                                       | Joseph Bruyère (BEL)      | 21e     |
| 3                                                       | Ludo Delcroix (BEL)       | 58e     |
| 4                                                       | Jos Deschoenmaecker (BEL) | 45e     |
| 5                                                       | Jos Huysmans (BEL)        | 66e     |
| 6                                                       | Edward Janssens (BEL)     | 22e     |
| 7                                                       | Marc Lievens (BEL)        | 35e     |
| 8                                                       | Frans Mintjens (BEL)      | 83e     |
| 9                                                       | Joseph Spruyt (BEL)       | 50e     |
| 10                                                      | Victor Van Schil (BEL)    | 36e     |
| Directeurs sportifs : Giorgio Albani et Robert Lelangue |                           |         |

| Bic                                                        | Bic                       | Bic   |
| ---------------------------------------------------------- | ------------------------- | ----- |
| Num                                                        | Coureur                   | Pos   |
| 11                                                         | Joaquim Agostinho (POR)   | 6e    |
| 12                                                         | Roland Berland (FRA)      | 33e   |
| 13                                                         | José Catieau (FRA)        | 28e   |
| 14                                                         | Bernard Croyet (FRA)      | 92e   |
| 15                                                         | Gerben Karstens (NED)     | 61e   |
| 16                                                         | Bernard Labourdette (FRA) | 20e   |
| 17                                                         | Jean-Luc Molinéris (FRA)  | AB-20 |
| 18                                                         | Leif Mortensen (DEN)      | AB-15 |
| 19                                                         | Alain Vasseur (FRA)       | 81e   |
| 20                                                         | Sylvain Vasseur (FRA)     | 51e   |
| Directeurs sportifs : Maurice De Muer et Édouard Delberghe |                           |       |

| Peugeot-BP-Michelin                                | Peugeot-BP-Michelin            | Peugeot-BP-Michelin |
| -------------------------------------------------- | ------------------------------ | ------------------- |
| Num                                                | Coureur                        | Pos                 |
| 21                                                 | Bernard Thévenet (FRA)         | AB-11               |
| 22                                                 | Bernard Bourreau (FRA)         | 52e                 |
| 23                                                 | Jean-Pierre Danguillaume (FRA) | 13e                 |
| 24                                                 | Raymond Delisle (FRA)          | 12e                 |
| 25                                                 | Jacques Esclassan (FRA)        | 75e                 |
| 26                                                 | André Mollet (FRA)             | 59e                 |
| 27                                                 | Régis Ovion (FRA)              | 34e                 |
| 28                                                 | Raymond Riotte (FRA)           | 79e                 |
| 29                                                 | Charles Rouxel (FRA)           | 74e                 |
| 30                                                 | Guy Sibille (FRA)              | 71e                 |
| Directeurs sportifs : Gaston Plaud et Robert Naeye |                                |                     |

| Kas-Kaskol                                              | Kas-Kaskol                 | Kas-Kaskol |
| ------------------------------------------------------- | -------------------------- | ---------- |
| Num                                                     | Coureur                    | Pos        |
| 31                                                      | Miguel María Lasa (ESP)    | 17e        |
| 32                                                      | Gonzalo Aja (ESP)          | 5e         |
| 33                                                      | Francisco Galdós (ESP)     | AB-16      |
| 34                                                      | Vicente López Carril (ESP) | 3e         |
| 35                                                      | Antonio Martos (ESP)       | 40e        |
| 36                                                      | Carlos Melero (ESP)        | 49e        |
| 37                                                      | Antonio Menéndez (ESP)     | 54e        |
| 38                                                      | Domingo Perurena (ESP)     | 44e        |
| 39                                                      | José Pesarrodona (ESP)     | 29e        |
| 40                                                      | Luis Zubero (ESP)          | 42e        |
| Directeurs sportifs : Eusebio Vélez et Francisco Garcia |                            |            |

| Sonolor-Gitane                                          | Sonolor-Gitane           | Sonolor-Gitane |
| ------------------------------------------------------- | ------------------------ | -------------- |
| Num                                                     | Coureur                  | Pos            |
| 41                                                      | Lucien Van Impe (BEL)    | 18e            |
| 42                                                      | Jacques Botherel (FRA)   | 86e            |
| 43                                                      | Ferdinand Julien (FRA)   | 32e            |
| 44                                                      | Mariano Martínez (FRA)   | 8e             |
| 45                                                      | Robert Mintkiewicz (FRA) | 87e            |
| 46                                                      | Alain Nogues (FRA)       | 64e            |
| 47                                                      | Willy Teirlinck (BEL)    | 65e            |
| 48                                                      | Claude Tollet(FRA)       | AB-9           |
| 49                                                      | Willy Van Neste (BEL)    | 24e            |
| 50                                                      | Michael Wright (GBR)     | 57e            |
| Directeurs sportifs : Jean Stablinski et André Desvages |                          |                |

| MIC-Ludo-De Gribaldy                                              | MIC-Ludo-De Gribaldy         | MIC-Ludo-De Gribaldy |
| ----------------------------------------------------------------- | ---------------------------- | -------------------- |
| Num                                                               | Coureur                      | Pos                  |
| 51                                                                | Herman Van Springel (BEL)    | 10e                  |
| 52                                                                | Dirk Baert (BEL)             | 93e                  |
| 53                                                                | Eric Leman (BEL)             | AB-12                |
| 54                                                                | Herculano de Oliveira (POR)  | AB-14                |
| 55                                                                | Georges Pintens (BEL)        | 30e                  |
| 56                                                                | Noël Van Clooster (BEL)      | 70e                  |
| 57                                                                | Jan Van De Wiele (BEL)       | 53e                  |
| 58                                                                | Ronny Van Marcke (BEL)       | 88e                  |
| 59                                                                | Gustaaf Van Roosbroeck (BEL) | 63e                  |
| 60                                                                | Wilfried Wesemael (BEL)      | 73e                  |
| Directeurs sportifs : Florent Van Vaerenbergh et Jean de Gribaldy |                              |                      |

| Gan-Mercier-Hutchinson          | Gan-Mercier-Hutchinson  | Gan-Mercier-Hutchinson |
| ------------------------------- | ----------------------- | ---------------------- |
| Num                             | Coureur                 | Pos                    |
| 61                              | Raymond Poulidor (FRA)  | 2e                     |
| 62                              | Cees Bal (NED)          | AB-16                  |
| 63                              | Jean-Pierre Genet (FRA) | 67e                    |
| 64                              | Barry Hoban (GBR)       | 37e                    |
| 65                              | Gerrie Knetemann (NED)  | 38e                    |
| 66                              | Jacky Mourioux (FRA)    | 80e                    |
| 67                              | Michel Périn (FRA)      | 16e                    |
| 68                              | Christian Raymond (FRA) | 76e                    |
| 69                              | Alain Santy (FRA)       | 9e                     |
| 70                              | Gerard Vianen (NED)     | 56e                    |
| Directeur sportif : Louis Caput |                         |                        |

| La Casera-Peña Bahamontes         | La Casera-Peña Bahamontes | La Casera-Peña Bahamontes |
| --------------------------------- | ------------------------- | ------------------------- |
| Num                               | Coureur                   | Pos                       |
| 71                                | Jesús Manzaneque (ESP)    | 46e                       |
| 72                                | José Luis Abilleira (ESP) | 60e                       |
| 73                                | Jesús Esperanza (ESP)     | AB-11                     |
| 74                                | Félix González (ESP)      | AB-12                     |
| 75                                | Andrés Oliva (ESP)        | 19e                       |
| 76                                | Fernando Plaza (ESP)      | 94e                       |
| 77                                | Jose-Antonio Ponton (ESP) | AB-5                      |
| 78                                | Damaso Torres (ESP)       | 62e                       |
| 79                                | Antonio Vallori (ESP)     | AB-11                     |
| 80                                | Juan Zurano (ESP)         | 14e                       |
| Directeur sportif : Miguel Moreno |                           |                           |

| Merlin Plage-Shimano-Flandria                           | Merlin Plage-Shimano-Flandria | Merlin Plage-Shimano-Flandria |
| ------------------------------------------------------- | ----------------------------- | ----------------------------- |
| Num                                                     | Coureur                       | Pos                           |
| 81                                                      | Cyrille Guimard (FRA)         | AB-21a                        |
| 82                                                      | Michel Coroller (FRA)         | 95e                           |
| 83                                                      | Régis Delépine (FRA)          | 101e                          |
| 84                                                      | André Dierickx (BEL)          | 55e                           |
| 85                                                      | Joël Millard (FRA)            | 31e                           |
| 86                                                      | Jean-Claude Misac (FRA)       | 47e                           |
| 87                                                      | Gérard Moneyron (FRA)         | 72e                           |
| 88                                                      | Daniel Rebillard (FRA)        | 77e                           |
| 89                                                      | Jean-Jacques Sanquer (FRA)    | 68e                           |
| 90                                                      | Ghislain Van Landeghem (BEL)  | AB-10                         |
| Directeurs sportifs : Jacques Cadiou et Maurice Quentin |                               |                               |

| Brooklyn                            | Brooklyn                | Brooklyn |
| ----------------------------------- | ----------------------- | -------- |
| Num                                 | Coureur                 | Pos      |
| 91                                  | Wladimiro Panizza (ITA) | 4e       |
| 92                                  | Giancarlo Bellini (ITA) | 26e      |
| 93                                  | Fausto Bertoglio (ITA)  | 23e      |
| 94                                  | Gianni Di Lorenzo (ITA) | 91e      |
| 95                                  | Ercole Gualazzini (ITA) | AB-9     |
| 96                                  | Valerio Lualdi (ITA)    | 69e      |
| 97                                  | Aldo Parecchini (ITA)   | 97e      |
| 98                                  | Arturo Pecchielan (ITA) | 43e      |
| 99                                  | Attilio Rota (ITA)      | AB-14    |
| 100                                 | Patrick Sercu (BEL)     | 89e      |
| Directeur sportif : Franco Cribiori |                         |          |

| Jobo-Lejeune                                           | Jobo-Lejeune                | Jobo-Lejeune |
| ------------------------------------------------------ | --------------------------- | ------------ |
| Num                                                    | Coureur                     | Pos          |
| 101                                                    | Roger Pingeon (FRA)         | 11e          |
| 102                                                    | Christian Blain (FRA)       | 48e          |
| 103                                                    | Jean-Claude Blocher (FRA)   | AB-17        |
| 104                                                    | Francis Campaner (FRA)      | 39e          |
| 105                                                    | Alain Cigana (FRA)          | 98e          |
| 106                                                    | Daniel Ducreux (FRA)        | 90e          |
| 107                                                    | Jean-Pierre Guillemot (FRA) | 85e          |
| 108                                                    | Claude Magni (FRA)          | 82e          |
| 109                                                    | Bernard Masson (FRA)        | 104e         |
| 110                                                    | André Romero (FRA)          | 15e          |
| Directeurs sportifs : Christian Lapébie et Guy Faubert |                             |              |

| Carpenter-Confortluxe-Flandria    | Carpenter-Confortluxe-Flandria | Carpenter-Confortluxe-Flandria |
| --------------------------------- | ------------------------------ | ------------------------------ |
| Num                               | Coureur                        | Pos                            |
| 111                               | Ronald De Witte (BEL)          | 25e                            |
| 112                               | Eddy Cael (BEL)                | AB-11                          |
| 113                               | Wilfried David (BEL)           | AB-11                          |
| 114                               | Lucien De Brauwere (BEL)       | HD-1                           |
| 115                               | Marc Demeyer (BEL)             | 41e                            |
| 116                               | Michel Pollentier (BEL)        | 7e                             |
| 117                               | Arthur Van De Vijver (BEL)     | 96e                            |
| 118                               | Frans Van Looy (BEL)           | 99e                            |
| 119                               | Daniel Verplancke (BEL)        | 100e                           |
| 120                               | Roger Verschaeve (BEL)         | AB-11                          |
| Directeur sportif : Brick Schotte |                                |                                |

| Frisol-Flair Plastics                                  | Frisol-Flair Plastics     | Frisol-Flair Plastics |
| ------------------------------------------------------ | ------------------------- | --------------------- |
| Num                                                    | Coureur                   | Pos                   |
| 121                                                    | Fedor den Hertog (NED)    | 27e                   |
| 122                                                    | Lorenzo Alaimo (ITA)      | 105e                  |
| 123                                                    | Donald Allan (AUS)        | 103e                  |
| 124                                                    | Will De Vlam (NED)        | AB-9                  |
| 125                                                    | Albertus Hulzebosch (NED) | AB-9                  |
| 126                                                    | Henk Poppe (NED)          | AB-11                 |
| 127                                                    | Cees Priem (NED)          | AB-4                  |
| 128                                                    | Henk Prinsen (NED)        | 84e                   |
| 129                                                    | Wim Prinsen (NED)         | 78e                   |
| 130                                                    | Piet van Katwijk (NED)    | 102e                  |
| Directeurs sportifs : Piet Liebregts et Edgar De Maere |                           |                       |